# トミカヒーローシリーズ

トミカヒーローシリーズは、『トミカヒーロー レスキューフォース』に始まる、テレビ愛知制作・テレビ東京系で放送されていた特撮テレビ番組シリーズの総称。

## 概要
タカラトミーの主力商品でもある自動車玩具「トミカ」をモチーフにした特撮テレビドラマ作品で、後述するコンセプトから東京消防庁が制作スタッフとして撮影協力を行った。
作品コンセプトは敵役との戦闘よりも人々を災害から救出することに重点を置いており、世界消防庁所属の存在や、最後にファイナルレスキューを発動するなど、設定や世界観などにも明確な関係がある。また、JAF、日活、ランティスなどのスポンサーとJAM project、Reyによる主題歌なども2作品に共通している。
日本で製作・放送される特撮作品の中でほ珍しく、ロボット同士の戦闘やマシンの走行・飛行アクションはミニチュアによる撮影ではない。マシンアクションの大半はフルCGで製作されている。

## シリーズ作品
- 『トミカヒーロー レスキューフォース』（第1作目）
  - 2008年4月5日 - 2009年3月29日（松竹作品）
  - 劇場版作品：トミカヒーロー レスキューフォース 爆裂MOVIE マッハトレインをレスキューせよ!
- 『トミカヒーロー レスキューファイアー』（第2作目）
  - 2009年4月4日 - 2010年3月27日（日活作品）

## ネット局
放送日時は各作品の項目を参照。
| 放送対象地域   | 放送局             | 系列           | 備考                     |
| -------------- | ------------------ | -------------- | ------------------------ |
| 愛知県         | テレビ愛知         | テレビ東京系列 | 制作局                   |
| 北海道         | テレビ北海道       | テレビ東京系列 | 同時ネット               |
| 関東広域圏     | テレビ東京         | テレビ東京系列 | 同時ネット               |
| 大阪府         | テレビ大阪         | テレビ東京系列 | 同時ネット               |
| 岡山県・香川県 | テレビせとうち     | テレビ東京系列 | 同時ネット               |
| 福岡県         | TVQ九州放送        | テレビ東京系列 | 同時ネット               |
| 岩手県         | 岩手めんこいテレビ | フジテレビ系列 | 全作放送                 |
| 宮城県         | 東日本放送         | テレビ朝日系列 | 全作放送                 |
| 福島県         | 福島中央テレビ     | 日本テレビ系列 | 全作放送                 |
| 新潟県         | 新潟テレビ21       | テレビ朝日系列 | 全作放送                 |
| 長野県         | 長野放送           | フジテレビ系列 | 全作放送                 |
| 静岡県         | テレビ静岡         | フジテレビ系列 | 全作放送                 |
| 滋賀県         | びわ湖放送         | 独立局         | 全作放送                 |
| 京都府         | KBS京都            | 独立局         | 全作放送                 |
| 広島県         | 広島ホームテレビ   | テレビ朝日系列 | 全作放送                 |
| 愛媛県         | 愛媛朝日テレビ     | テレビ朝日系列 | 全作放送                 |
| 熊本県         | 熊本朝日放送       | テレビ朝日系列 | 全作放送                 |
| 大分県         | 大分朝日放送       | テレビ朝日系列 | 全作放送                 |
| 石川県         | 北陸放送           | TBS系列        | レスキューフォースのみ   |
| 長崎県         | 長崎放送           | TBS系列        | レスキューフォースのみ   |
| 沖縄県         | 琉球朝日放送       | テレビ朝日系列 | レスキューフォースのみ   |
| 日本全域       | キッズステーション | CS放送         | レスキューフォースのみ   |
| 岐阜県         | 岐阜放送           | 独立局         | レスキューファイヤーのみ |
| 奈良県         | 奈良テレビ         | 独立局         | レスキューファイヤーのみ |
| 和歌山県       | テレビ和歌山       | 独立局         | レスキューファイヤーのみ |

## 関連作品
- 魔弾戦記リュウケンドー - 2006年 松竹作品
  - 本シリーズ同様、タカラトミーがメインスポンサーを務めており、一部の出演者やスタッフも同じで、さらにはシリーズのルーツにもなっている。また、レスキューフォース劇場版では世界観が同じであることを示唆するかのような部分がある。
  - 後に日産ホールで行われたスペシャルライブステージFinalにおいて『「トミカヒーロー」の世界観は『リュウケンドー』のそれと同じであり、リュウケンドーと魔人軍団ジャマンガの戦いの教訓から世界消防庁が発足した』ことが明かされた。
- 大阪市消防局セイバーミライ - 2012年・タカラトミータイアップ・ローカルヒーロー
- トミカハイパーレスキュー ドライブヘッド 機動救急警察 - 2017年4月から12月までTBS系列で放送されたテレビアニメ。